# 宇都宮辻子幕府
座標: 北緯35度19分13.1秒 東経139度33分14.2秒 / 北緯35.320306度 東経139.553944度

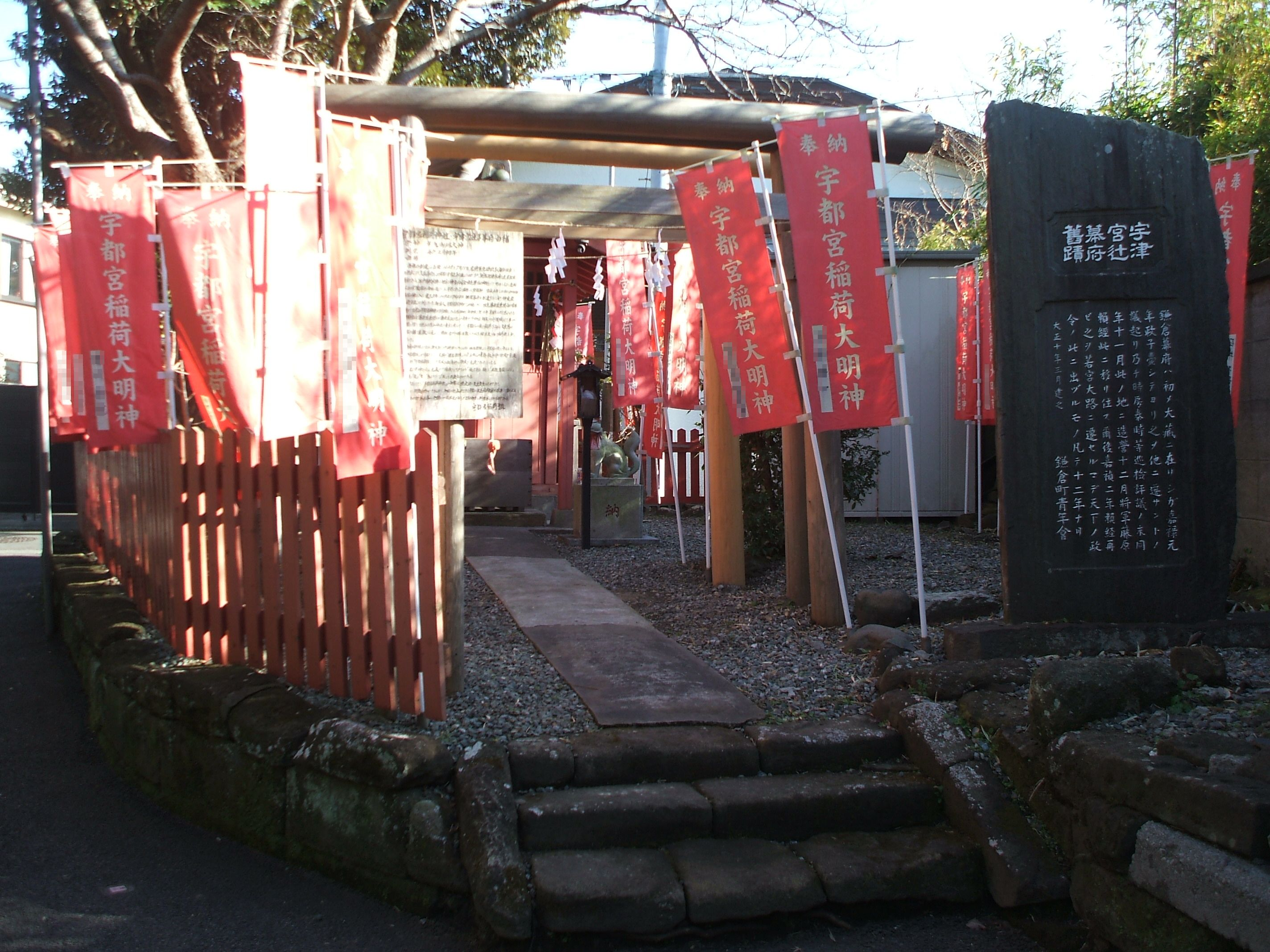
幕府跡地と伝えられ「宇津宮辻幕府舊蹟碑」が建つ宇津宮稲荷神社

宇都宮辻子幕府（うつのみやずしばくふ）、または宇津宮辻子幕府は、鎌倉時代の相模国鎌倉、現在の神奈川県鎌倉市小町付近の宇都宮辻子（小路）沿いに置かれた鎌倉幕府将軍の御所・幕府政庁。宇都（津）宮辻子御所ともいう。大倉幕府から移転したもので、1225年（嘉禄元年）から1236年（嘉禎2年）までの11年間存続した。

## 概要
1180年（治承4年）、関東一円を平定した源頼朝は鎌倉に入って大倉に居館を建てて政庁を整備し、1192年（建久3年）に後白河法皇が崩御すると征夷大将軍となり鎌倉幕府を成立させた。以来30年以上にわたって大倉に幕府政庁「大倉幕府」（大倉御所）が置かれたが、1225年（嘉禄元年）12月20日、その前年に第3代執権となった北条泰時は、源氏政権から合議制を旨とする執権政治への移行を目指し、大倉の幕府政庁を鶴岡八幡宮の南側、北条得宗家居宅の近隣地に移転した。この移転先の政庁敷地が宇都宮辻子の北側200メートルに位置していたことから、この新政庁は「宇都（津）宮辻子幕府」と呼ばれる。
宇都宮辻子幕府が生まれた背景には、将軍家となった源氏内部と鎌倉幕府創立期の立役者たちの間での政権抗争が一因にあった。
1219年（建保7年/承久元年）に公暁に襲われて落命した第3代将軍・源実朝の跡を継ぐ源氏血統の後継者は無く、代わりに皇族を将軍として京都から迎えようとしたが、後鳥羽上皇に拒絶され、結果的に源氏の流れを汲む九条頼経を迎えることとなった。しかし当時、頼経はまだ2歳であったため、将軍不在期間が生じることとなった。また同年12月には大蔵御所が焼失したため、北条義時大倉亭内の南側に二階堂大路仮御所が建てられ、頼経は元服して正式に将軍となるまでここで過ごすこととなった。この間も政権を執ったのは幕府創始期の中心人物達であったが、京で承久の乱が起きた混乱期に第2代執権の北条義時が死去、幕府軍の総大将として上洛し六波羅探題北方となっていた北条泰時は急遽帰倉し、1224年（貞応3年）に第3代執権となった。
泰時は混乱を収めるため連署を置いて合議制の方針を表明したが、翌年の1225年（嘉禄元年）夏、幕府の中核となっていた北条政子や大江広元が相次いで死去した。この流れを断ち切り、心機一転を図る目的を一因として、同年に宇都宮辻子への幕府政庁移転が行われた。移転の是非を決める際の議論では「もとの大倉御所の地は頼朝の墓所の下にあり縁起が悪い」との意見が出たとされる。こうして移転から9日後の12月29日、九条頼経は宇都宮辻子幕府で元服を迎え、翌年1226年（嘉禄2年）に第4代将軍に就任した。
宇都宮辻子幕府は11年間続き、この間に泰時は御成敗式目の制定や鎌倉の都市整備を手がけた。そして1236年（嘉禎2年）に、宇都宮辻子幕府は同じ泰時の手によって若宮大路幕府へと引き継がれた。若宮大路幕府は、宇都宮辻子幕府の北側に移転したと言われていたが、宇都宮辻子幕府と所在地は変わらず建て替えられたものとみる説も有力視されている。

## 遺構
若宮大路東側の小町二丁目が推定所在地で、御所内の社であったと伝わる宇津宮稲荷神社（宇都宮稲荷神社）が鎮座する付近から、カトリック雪ノ下教会などがある付近とされている。遺跡名（埋蔵文化財包蔵地）としては「鎌倉市No.239 宇津宮辻子幕府跡」となっている。1992年（平成4年）には雪ノ下教会敷地で発掘調査が行われている。2019年（平成31年/令和元年）に小町二丁目351番および352番地で行われた発掘調査では、若宮大路に沿う向きに軸を揃えた掘立柱建物や、半地下式建物（倉庫）、井戸などが検出されているが、これらが直接幕府に関連する施設の遺構かどうかは断定されていない。